# Сікінос
Сікінос (грец. Σίκινος) — острів у  Греції, в південній частині  Егейського моря. Розташований в архіпелазі Кіклади, між островами Іос та Фолегандрос. В  Стародавній Греції був відомий як Ойнея — острів вина. Острів заселений з часів неоліт а, що підтверджують знахідки при розкопках у місцевості Епіськопі. На острові є кілька античних руїн. На відміну від прилеглих островів малонаселений — всього менше 250 жителів. На острові два села, одна на узбережжі і є гаванню (Алопроніа, від слів Ано Проня — «вище піклування»), інше (Сікінос, Хору або Кастро) — вище на пагорбах. Майже вся територія острова  терасовані і використовується в сільському господарстві. На острові є вертолітний майданчик.